# De Soto (Wisconsin)
Pour les articles homonymes, voir De Soto.
De Soto est un village des comtés de Vernon et de Crawford, dans l'État du Wisconsin, aux États-Unis. En 2020, il comptait une population de 309 habitants.